# Sphaerosyllis pirifera
Sphaerosyllis pirifera är en ringmaskart som beskrevs av Jean Louis René Antoine Édouard Claparède 1868. Sphaerosyllis pirifera ingår i släktet Sphaerosyllis och familjen Syllidae. Arten har ej påträffats i Sverige. Inga underarter finns listade i Catalogue of Life.